# 김명성 (가수)
김명성(본명: 김명열, 1952년 ~ 2022년 5월 15일)은 대한민국의 가수이다.

## 음반
- 1975년 정(아도니스그룹)
- 1979년 당신을 영원토록
- 2000년 자유로 / 혼자 웃는 들국화 / 열고 살자고 / 실향인
- 2001년 죄와 벌 / 신비한 사랑
- 2003년 사랑하면 안되나 / 궁금합니다
- 2005년 신비한 사랑 / 사랑하면 안되나 / 죄와 벌
- 2008년 빙글빙글 / 신비한 사랑
- 2012년 사랑은 추억속으로 / 신비한 사랑 / 빙글빙글
- 2014년 그래도

## 수상
- 1976년 mbc (아도니스그룹)10대가수상수상
- 1977년 mbc (아도니스그룹)10대가수상수상
- 1978년 mbc (아도니스그룹)10대가수상수상
- 1999년 장애우 봉사상 김대중 대통령 표창
- 1999년 서울시노인복지회 서병진 관장 감사패
- 2000년 서울특별시 사회화합 부문 1100만 서울시민상